# Maizales (Naguabo)
Maizales es un barrio ubicado en el municipio de Naguabo en el estado libre asociado de Puerto Rico. En el Censo de 2010 tenía una población de 1913 habitantes y una densidad poblacional de 149,12 personas por km².

## Geografía
Maizales se encuentra ubicado en las coordenadas 18°14′1″N 65°45′33″O / 18.23361, -65.75917. Según la Oficina del Censo de los Estados Unidos, Maizales tiene una superficie total de 12.83 km², que corresponden a tierra firme.

## Demografía
Según el censo de 2010, había 1913 personas residiendo en Maizales. La densidad de población era de 149,12 hab./km². De los 1913 habitantes, Maizales estaba compuesto por el 75.48% blancos, el 12.75% eran afroamericanos, el 0.68% eran amerindios, el 0.16% eran asiáticos, el 6.69% eran de otras razas y el 4.23% pertenecían a dos o más razas. Del total de la población el 98.85% eran hispanos o latinos de cualquier raza.